# 1669~1670년 콘클라베

사도좌 공석 상태에 있는 동안에 사용되는 성좌의 문장

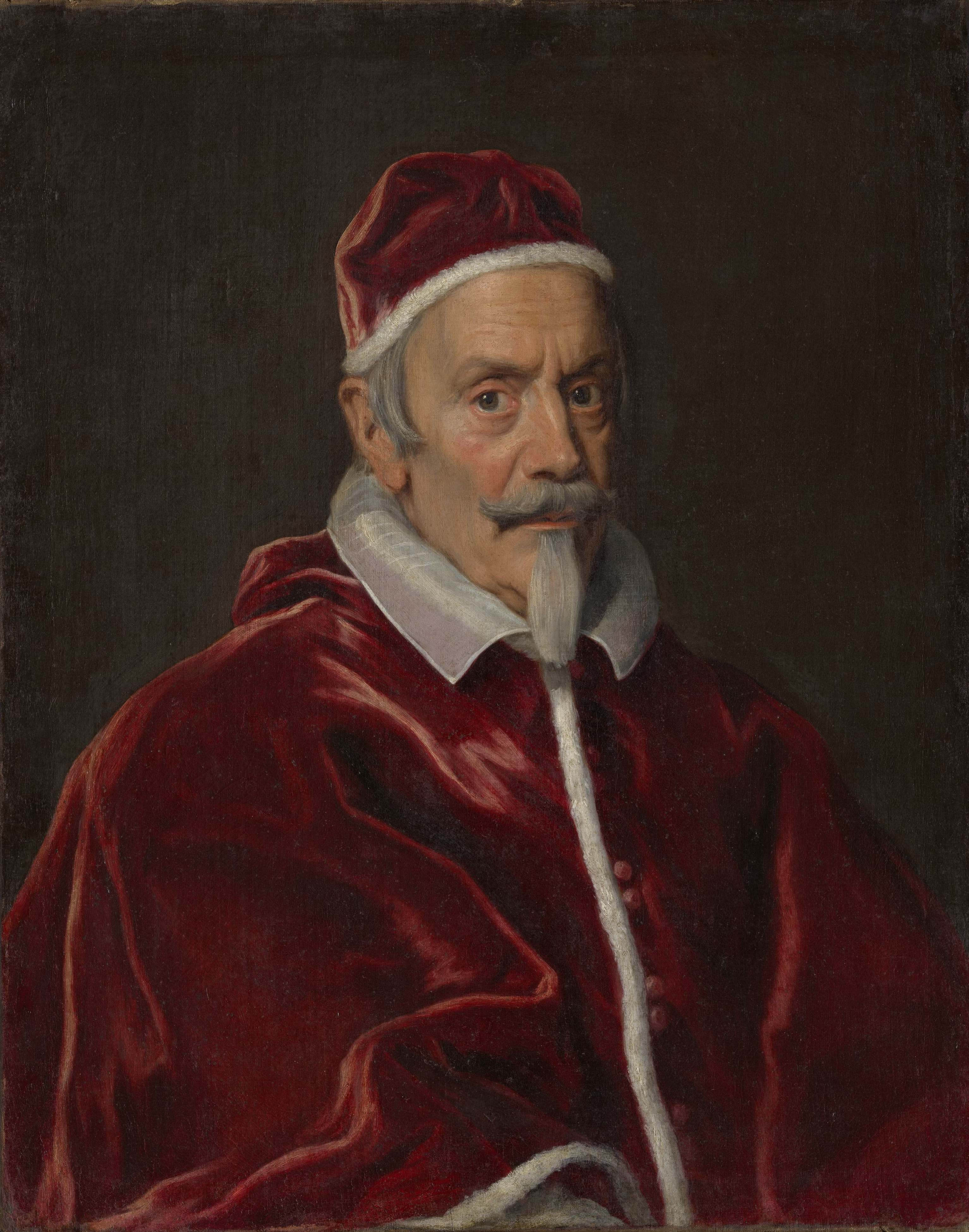
교황 선출자 클레멘스 10세 (에밀리오 보나벤투라 알티에리)

1669~1670년 콘클라베는 제239대 교황을 선출하기 위해 진행된 콘클라베이다. 제238대 교황 클레멘스 9세가 1669년 12월 9일에 선종한 이후에 새 교황을 선출하기 위해 진행된 선거이다.
1669년 12월 20일부터 1670년 4월 29일까지 4개월 내내 투표가 진행되었으며 70명의 추기경이 투표에 참가하였다. 에밀리오 보나벤투라 알티에리 추기경이 새 교황으로 선출되었으며 교황 이름은 클레멘스 10세로 명명되었다.

## 추기경단
- 투표에 참가한 추기경: 70명
- 불참: 4명

## 주요 인사
- 수석 추기경: 프란체스코 바르베리니
- 보조 추기경: 마르치오 지네티